# Мохамед Іруфаан
Мохамед Іруфаан (нар. 24 липня 1994, атол Тхаа) — мальдівський футболіст, півзахисник клубу «Мазія» та національної збірної Мальдівів.

## Клубна кар'єра
Мохамед Іруфаан народився на атолі Тхаа. У професійному футболі дебютував у 2012 році в мальдівській команді «Валенсія» (Мале). З 2014 року футболіст грає у складі клубу «Мазія», у складі якого став п'ятиразовим чемпіоном Мальдівів та дворазовим володарем Кубка Мальдівів, а також володарем Суперкубка Мальдівів з футболу.

## Виступи за збірні
У 2012—2016 роках Мохамед Іруфаан грав у складі молодіжної збірної Мальдівів, у посиленому її складі брав участь у футбольному турнірі Азійських ігор 2014 року. З 2015 року футболіст грає у складі національної збірної Мальдівів. У складі збірної в 2018 році став переможцем Чемпіонату федерації футболу Південної Азії. З початку виступів за національну збірну зіграв у її складі 16 матчів, у яких забитими м'ячами не відзначився.